# Ливия на летних Олимпийских играх 2012
Ливия принимала участие в летних Олимпийских играх 2012 года, которые проходили в Лондоне (Великобритания) с 27 июля по 12 августа, где её представляли 4 спортсмена в трёх видах спорта. На церемонии открытия Олимпийских игр флаг Ливии нёс пловец Софьян Эль Гиди, а на церемонии закрытия — бегунья Хала Гезах.
На летних Олимпийских играх 2012 Ливия вновь не сумела завоевать свою первую олимпийскую медаль. Первоначально на Играх от Ливии должны были выступить 5 спортсменов. Однако, тяжелоатлет Аль Эль-Кекли отказался от выступления на Олимпийских играх из-за травмы.

## Состав и результаты

### Дзюдо
Мужчины
| Соревнование | Спортсмены           | 1/32 финала        | 1/16 финала                | 1/8 финала           | Четвертьфинал        | Полуфинал            | Финал                | Место |
| Соревнование | Спортсмены           | Соперник Результат | Соперник Результат         | Соперник Результат   | Соперник Результат   | Соперник Результат   | Соперник Результат   | Место |
| ------------ | -------------------- | ------------------ | -------------------------- | -------------------- | -------------------- | -------------------- | -------------------- | ----- |
| до 66 кг     | Ахмед Юсеф Элкависех | Не участвовал      | UZBМ. Фармонов П 0002:1011 | Завершил выступление | Завершил выступление | Завершил выступление | Завершил выступление | 17    |

### Лёгкая атлетика
Мужчины
Шоссейные виды
| Соревнование | Спортсмены           | Результат | Место |
| ------------ | -------------------- | --------- | ----- |
| Марафон      | Али Мабрук Эль-Заиди | DNF       | DNF   |

Женщины
Беговые виды
| Соревнование | Спортсмены | Отборочный раунд | Отборочный раунд | Отборочный раунд | Четвертьфинал         | Четвертьфинал         | Четвертьфинал         | Полуфинал             | Полуфинал             | Полуфинал             | Финал                 | Финал                 |
| Соревнование | Спортсмены | Забег            | Результат        | Место            | Забег                 | Результат             | Место                 | Забег                 | Результат             | Место                 | Результат             | Место                 |
| ------------ | ---------- | ---------------- | ---------------- | ---------------- | --------------------- | --------------------- | --------------------- | --------------------- | --------------------- | --------------------- | --------------------- | --------------------- |
| 100 метров   | Хала Гезах | 4                | 13,24            | 5                | Завершила выступление | Завершила выступление | Завершила выступление | Завершила выступление | Завершила выступление | Завершила выступление | Завершила выступление | Завершила выступление |

### Плавание
Мужчины
| Соревнование           | Спортсмены      | Отборочный раунд | Отборочный раунд | Отборочный раунд | Полуфинал            | Полуфинал            | Полуфинал            | Финал                | Финал                | Итоговое место |
| Соревнование           | Спортсмены      | Заплыв           | Результат        | Место            | Заплыв               | Результат            | Место                | Результат            | Место                | Итоговое место |
| ---------------------- | --------------- | ---------------- | ---------------- | ---------------- | -------------------- | -------------------- | -------------------- | -------------------- | -------------------- | -------------- |
| 100 метров баттерфляем | Софьян Эль Гиди | 1                | 56,99            | 1                | Завершил выступление | Завершил выступление | Завершил выступление | Завершил выступление | Завершил выступление | 41             |